# Coenonympha supernumeraria
Coenonympha supernumeraria är en fjärilsart som beskrevs av Marcel Caruel 1947. Coenonympha supernumeraria ingår i släktet Coenonympha och familjen praktfjärilar. Inga underarter finns listade i Catalogue of Life.